# Richard Salinger
Richard Salinger (* 1. März 1859 in Berlin; † 28. Juli 1926 ebenda) war ein deutscher Journalist und Verleger.

## Leben
Salinger war – nach Schulzeit in Berlin (Berlinisches Gymnasium zum Grauen Kloster) und Philosophiestudium in Leipzig und Berlin – anfänglich im wissenschaftlichen Bereich tätig. Bei seiner Promotions-Disputation am 24. Juni 1881 war Georg Simmel einer der Opponenten; eine freundschaftliche Beziehung unterhielt Salinger auch zu Paul Radestock. Die Dissertation handelte über Spinoza. Salinger war anschließend mehrere Jahre im Statistischen Amt der Stadt Berlin und im Internationalen Statistischen Büro in Rom beschäftigt, verbrachte aber auch einige Jahre als Privatgelehrter. 1906 wurde er Redakteur der Vossischen Zeitung in Berlin. Bis zu seinem Tod 1926 leitete er – zeitweise gemeinsam mit Paul Fechter – deren Feuilleton. In einem Nachruf der Vossischen Zeitung (s. u.) auf Salinger heißt es: „In den vergangenen 20 Jahren ist kaum eine Nummer erschienen, die nicht irgendeinen Beitrag von ihm enthielt.“ Eine Familie gründete er nicht, vielmehr „lebte er zwischen seinen Büchern, die seine Welt bedeuteten“ (Nachruf).
In den Jahren von 1891 bis 1899 betrieb Salinger den „Philosophisch-historischen Verlag Dr. R. Salinger“, der vor allem Textausgaben philosophischer Klassiker (Philosophische Bibliothek) herausgab.

## Werke
- Spinozas Lehre von der Selbsterhaltung, Berlin, Univ., Diss., 1881.
- Der Weltschmerz in der Poesie, Berlin 1903 (Vossische Zeitung: Sonntagsbeilage).
- Uhland und der Orden Pour le Mérite. Eine Erinnerung zum 50. Todestage des Dichters, in: Vossische Zeitung. Sonntagsbeilage 1912, S. 353–355 (Nr. 45/575 vom 10. November).
- Der Bürger zweier Welten. Zum 150. Geburtstage Alexander v. Humboldts, in: Monatshefte der Comenius-Gesellschaft für Kultur und Geistesleben 28 (= Neue Folge 11) (1919), S. 33–42.
- Spinozas Berufung nach Heidelberg. Ein Beitrag zur Geschichte der Denk- und Glaubensfreiheit, in: Der Schild. Zeitschrift des Reichsbundes jüdischer Frontsoldaten, E.V., 4. Jahrg., No. 22, 3. September 1925.